# Otto Cartellieri
Otto Ernst Wilhelm Cartellieri (* 23. Januar 1872 in Odessa; † 13. April 1930 in Basel) war ein deutscher Historiker und Archivar.
Der Bruder von Alexander Cartellieri war ein Schüler von Paul Scheffer-Boichorst, bei dem er 1897 in Berlin promoviert wurde mit einer Dissertation über Abt Suger von Saint-Denis (der Entwurf dazu erhielt 1896 den königlichen Preis der Philosophischen Fakultät der Universität Berlin). Von 1898 bis 1904 war er Mitarbeiter der Monumenta Germaniae Historica und als solcher mit Vorarbeiten zur Herausgabe italienischer Chroniken des 13. Jahrhunderts betraut. Im Jahre 1904 habilitierte er sich an der Universität Heidelberg. Er war dort ab 1910 als außerordentlicher Professor für mittelalterliche und neuere Geschichte tätig. Anschließend wirkte er kurz an der Universitätsbibliothek Heidelberg (ab 1922), dann ab 1924 als Archivar am Generallandesarchiv in Karlsruhe. Sein Nachlass liegt unter der Signatur Heid. Hs. 2851–2872 in der Universitätsbibliothek Heidelberg.

## Schriften
- Abt Suger von Saint Denis, 1081–1151. Ebering, Berlin 1898, Nachdruck Kraus Reprint, Vaduz 1965 (online).
- Peter von Aragón und die sizilianische Vesper. Carl Winter’s Universitätsbuchhandlung, Heidelberg 1904 (eingeschränkte Vorschau bei Google Books)
- Beiträge zur Geschichte der Herzöge von Burgund. Sitzungsberichte Heidelberger Akademie der Wissenschaften 1912 (online).